# Acrostichum aureum
Acrostichum aureum е вид растение от семейство Pteridaceae. Видът е незастрашен от изчезване.

## Разпространение
Разпространен е в Ангола, Ангуила, Антигуа и Барбуда, Австралия, Бахамски острови, Бангладеш, Барбадос, Белиз, Бенин, Бразилия, Бруней, Камерун, Кайманови острови, Колумбия, Коморски острови, Демократична Република Конго, Република Конго, Коста Рика, Кот д'Ивоар, Куба, Доминика, Доминиканска република, Еквадор, Екваториална Гвинея, Франция, Габон, Гамбия, Гана, Гренада, Гваделупа, Гватемала, Гвинея, Гвинея-Бисау, Гвиана, Хаити, Хондурас, Индия, Индонезия, Ямайка, Кения, Либерия, Мадагаскар, Малайзия, Малдиви, Мартиника, Майот, Мексико, Монсерат, Мозамбик, Мианмар, Никарагуа, Нигерия, Палау, Панама, Папуа-Нова Гвинея, Филипини, Пуерто Рико, Сейнт Китс и Невис, Сейнт Лусия, Сейнт Винсент и Гренадини, Сао Томе и Принсипи, Сенегал, Сейшелски острови, Сиера Леоне, Сингапур, Южна Африка, Шри Ланка, Танзания, Тайланд, Того, Тринидад и Тобаго, САЩ, Малки далечни острови на САЩ, Венецуела, Виетнам и Британски Вирджински острови.